# Wendy Braun
Wendy Allison Braun (* 5. April 1970 in Northbrook, Illinois) ist eine US-amerikanische Schauspielerin.

## Leben
Braun besuchte die Maple Junior High in Northbrook, wo sie bereits in ersten Theateraufführungen spielte. Im Anschluss besuchte sie die Glenbrook South High School, wo sie unter anderem in Aufführungen von West Side Story, The Sound of Music und Hello, Dolly auftrat. Nach einem Studium an der Indiana University zog sie nach Los Angeles.
Ihr Fernsehdebüt hatte sie 1995, ihr Spielfilmdebüt erfolgte drei Jahre später im Kultfilm The Big Lebowski. Es handelte sich jedoch um kaum mehr als eine Statistenrolle ohne Namensnennung im Abspann. Sie spielte in Independent-Filmen wie 30, Single, Contemplating Suicide und On the Turning Away und trat in Werbespots auf. 2001 war sie in der Rolle der Krankenschwester Tate in der Komödie Evolution zu sehen, zu ihren weiteren Spielfilmen zählen Spanglish, Big Mama’s Haus 2 und A Perfect Getaway.
Neben zahlreichen Gastrollen in erfolgreichen Fernsehserien wie Lost, Navy CIS und Criminal Minds errang sie eine gewisse Bekanntheit beim US-amerikanischen Fernsehpublikum durch ihre wiederkehrende Rolle der Ms. Iris Sneed, die sie zwischen 2006 und 2008 in der Krankenhausserie General Hospital sowie dem Spin-off General Hospital: Night Shift spielte. 
Braun ist seit 2007 mit dem Schauspieler Joshua Cox verheiratet, aus der Ehe gingen zwei Kinder hervor. Ihr Bruder arbeitet als Kameramann. Auch ihre Mutter war im Showgeschäft, sie war Moderatorin einer Kindersendung im Chicagoer Lokalfernsehen. 

## Filmografie (Auswahl)

### Fernsehen
- 1997: Burning Zone – Expedition Killervirus (The Burning Zone)
- 2001: Providence
- 2002: New York Cops – NYPD Blue (NYPD Blue)
- 2002: The West Wing – Im Zentrum der Macht (The West Wing)
- 2005: Lost
- 2005: Navy CIS (NCIS)
- 2006–2008: General Hospital
- 2007: Bones – Die Knochenjägerin (Bones)
- 2007: General Hospital: Night Shift
- 2008: Criminal Minds
- 2011: The Mentalist
- 2014: Castle
- 2015: Faking It
- 2017: Grey’s Anatomy

### Film
- 1998: The Big Lebowski
- 2001: Evolution
- 2004: Spanglish
- 2006: Big Mama’s Haus 2 (Big Momma’s House 2)
- 2009: A Perfect Getaway